# Ferdinand Monoyer
Ferdinand Monoyer (Lyon, 1836. május 9. – Lyon, 1912. július 11.) francia szemész, ő vezette be a dioptriát 1872-ben. A Monoyer-tábla megalkotója, amivel a látásélesség vizsgálható. A nevét is beillesztette a táblába, hiszen alulról felfelé haladva a tábla mindkét oldalán olvasható.

## Élete
Anyja elzászi volt, az apja francia katonaorvos. A Strasbourgi Egyetem orvostudományi karán az orvosi fizika egyetemi docense volt 1871-ben. 1872 és 1877 között a Nancy Egyetem orvostudományi karának szemészeti klinikáján volt igazgató. 1877-től 1909-ig a Lyoni Egyetem orvostudományi karának volt a professzora orvosi fizikából. 76 évesen halt meg, sírja Lyonban van.

## Fordítás
- Ez a szócikk részben vagy egészben  a   Ferdinand Monoyer című angol Wikipédia-szócikk ezen változatának fordításán alapul.  Az eredeti cikk szerkesztőit annak laptörténete sorolja fel. Ez a jelzés csupán a megfogalmazás eredetét és a szerzői jogokat jelzi, nem szolgál a cikkben szereplő információk forrásmegjelöléseként.